# Charlene Spretnak
Charlene Spretnak (30 de gener de 1946) és una autora estatunidenca que ha escrit nou llibres entorn la història cultural, la crítica social (incloent el feminisme i la política verda), la religió i l'espiritualitat, i l'art.

## Biografia
Va néixer en Pittsburgh (Pennsilvània) i va ser criada a Columbus, (Ohio). Va graduar-se a la Universitat de St. Louis i la Universitat de Califòrnia a Berkeley. És professora emèrita de filosofia i religió.

## Pensament
Spretnak s'ha interessat especialment per descobertes científiques del segle XXI que indiquen que el món físic, incloent-hi el cos i la ment humans, està molt més interrelacionat amb naturalesa i amb les altres persones del que la modernitat havia suposat. En alguns dels seus llibres també proposa un "mapa del terreny" de moviments de canvi social emergents i una exploració dels factors que hi intervenen. Ha ajudat a crear un marc eco-social de referència i una visió en les àrees de crítica social (incloent-hi el feminisme i l'ecofeminisme), la història cultural, la crítica a la tecnologia, i l'espiritualitat de les dones.
Des de la segona meitat de la dècada de 1980, els seus llibres han examinat les crisis múltiples de la modernitat i ha fet avançar esforços que estan sorgint per fer front a aquestes crisis. El seu llibre Green Politics (1984) va ser un catalitzador important per a la formació del partit polític americà U.S Green Party Movement, del qual va ser cofundar en els mesos següents a la publicació del llibre. El seu assaig A View from the Chute (2018) proposa un possible nou enfocament per adreçar-se als negacionistes del canvi climàtic. El seu llibre The Resurgene of the Real va ser nomenada per Los Angeles Times cotun dels millors llibres de 1997. L'any 2006 Charlene Spretnk va ser nomenada pel departament de Medi Ambient del govern britànic com a part Gels "100 eco-herois duna s els temps". Al 2012 va rebre el Premi Demeter per la seva trajectòria com a "una de les primeres pensadores feministes visionàries dels nostres temps" de l'Association for the Study of Women and Mythology.

## Obres
- Relational Reality: New Discoveries of Interrelatedness That Are Transforming the Modern World. Topsham, ME: Green Horizon Books (2011). ISBN 0-615-46127-1
- Missing Mary: The Queen of Heaven and Her Re-Emergence in the Modern Church. New York: Palgrave Macmillan (2004). ISBN 1-4039-7040-8
- The Resurgence of the Real: Body, Nature, and Place in a Hypermodern World. New York: Routledge (1997). ISBN 0-415-92298-4
- States of Grace: The Recovery of Meaning in the Postmodern Age. San Francisco: HarperSanFrancisco (1991). ISBN 0-06-250697-8
- The Spiritual Dimension of Green Politics. Santa Fe: Bear & Co (1986). ISBN 0-939680-29-7
- Green Politics: The Global Promise, with Fritjof Capra. New York: E. P. Dutton (1984). ISBN 0-525-24231-7
- Lost Goddesses of Early Greece: A Collection of Pre-Hellenic Myths. Boston: Beacon Press (1978, 1981). ISBN 0-8070-1343-9
- The Politics of Women's Spirituality: Essays by Founding Mothers of the Movement, Editor. New York: Anchor/Doubleday (1981). ISBN 0-385-17241-9
- The Spiritual Dynamic in Modern Art : Art History Reconsidered, 1800 to the Present (2014) Palgrave Macmillan ISBN 9781137350039